# Croatia Open Umag 2021
Il Croatia Open Umag 2021, anche conosciuto come Plava Laguna Croatia Open Umag per motivi di sponsorizzazione, è stato un torneo di tennis giocato sulla terra rossa. È stata la 31ª edizione dell'evento che fa parte della categoria ATP Tour 250 nell'ambito dell'ATP Tour 2021. Si è giocato all'International Tennis Center di Umago, in Croazia, dal 19 al 25 luglio 2021.

## Partecipanti

### Teste di serie
| Nazione  | Giocatore            | Ranking* | Testa di serie |
| -------- | -------------------- | -------- | -------------- |
| Spagna   | Albert Ramos Viñolas | 41       | 1              |
| Serbia   | Dušan Lajović        | 43       | 2              |
| Serbia   | Filip Krajinović     | 44       | 3              |
| Francia  | Richard Gasquet      | 54       | 4              |
| Slovenia | Aljaž Bedene         | 56       | 5              |
| Spagna   | Jaume Munar          | 66       | 6              |
| Spagna   | Carlos Alcaraz       | 72       | 7              |
| Italia   | Gianluca Mager       | 73       | 8              |

* Ranking al 12 luglio 2021.

### Altri partecipanti
I seguenti giocatori hanno ricevuto una wild card per il tabellone principale:
- Duje Ajduković
- Holger Rune
- Nino Serdarušić

I seguenti giocatori sono passati dalle qualificazioni:

- Daniel Altmaier
- Andrea Collarini
- Alessandro Giannessi
- Filip Horanský

### Ritiri
Prima del torneo
- Tarō Daniel → sostituito da  Andrej Martin
- Lorenzo Musetti → sostituito da  Carlos Taberner

## Partecipanti al doppio

### Teste di serie
| Nazione              | Giocatore           | Nazione       | Giovatore         | Ranking* | Testa di serie |
| -------------------- | ------------------- | ------------- | ----------------- | -------- | -------------- |
| Bosnia ed Erzegovina | Tomislav Brkić      | Serbia        | Nikola Ćaćić      | 101      | 1              |
| Uruguay              | Pablo Cuevas        | Francia       | Fabrice Martin    | 165      | 2              |
| Brasile              | Rafael Matos        | Bielorussia   | Andrėj Vasileŭski | 165      | 3              |
| Venezuela            | Luis David Martínez | Nuova Zelanda | Artem Sitak       | 195      | 4              |

* Ranking aggiornato al 12 luglio 2021.

### Altri partecipanti
Le seguenti coppie hanno ricevuto una wildcard per il tabellone principale:
- Duje Ajduković /  Frane Ninčević
- Admir Kalender /  Mili Poljičak

### Ritiri
Prima del torneo
- Simone Bolelli /  Máximo González → sostituiti da  Damir Džumhur /  Antonio Šančić

## Campioni

### Singolare
Carlos Alcaraz ha sconfitto in finale  Richard Gasquet con il punteggio di 6-2, 6-2.
- È il primo titolo in carriera per Alcaraz.

### Doppio
Fernando Romboli /  David Vega Hernández hanno sconfitto  Tomislav Brkić /  Nikola Ćaćić con il punteggio di 6-3, 7-5.